# Кепрень
Кепрень, Кепрені (рум. Căpreni) — село у повіті Горж в Румунії. Адміністративний центр комуни Кепрень.
Село розташоване на відстані 198 км на захід від Бухареста, 42 км на південний схід від Тиргу-Жіу, 49 км на північ від Крайови.

## Населення
За даними перепису населення 2002 року у селі проживали 480 осіб, усі — румуни. Усі жителі села рідною мовою назвали румунську.